# Hesperobaenus humeralis
Hesperobaenus humeralis is een keversoort uit de familie kerkhofkevers (Monotomidae). De wetenschappelijke naam van de soort werd in 1850 gepubliceerd door Léon Marc Herminie Fairmaire.